# بيرنارد بولبوا
بيرنارد بولبوا (بالإنجليزية: Bernard Bulbwa)‏ (11 أكتوبر 1996 بنيجيريا - ) هو لاعب كرة قدم نيجيري في مركز الهجوم. شارك مع منتخب نيجيريا تحت 20 سنة لكرة القدم. أما مع النوادي، فقد لعب مع الترجي الرياضي التونسي.

## وصلات خارجية
- بيرنارد بولبوا على موقع الاتحاد الدولي (مؤرشف)  (الإنجليزية)
- بيرنارد بولبوا على موقع قاعدة بيانات كرة القدم.إي يو (الإنجليزية)
- بيرنارد بولبوا على موقع Soccerway.com (الإنجليزية)
- بيرنارد بولبوا على موقع عالم كرة القدم.نت (الإنجليزية)